# 새뮤얼 J. 시모어
새뮤얼 제임스 시모어(영어: Samuel James Seymour, 1860년 3월 28일 ~ 1956년 4월 12일)는 1865년 4월 14일 밤, 미국의 대통령 에이브러햄 링컨이 포드 극장에서 암살을 당하는 것을 본 마지막 생존자이다.

## 사생활
시모어는 탤벗군 (메릴랜드주) 출신이었다. 그의 부모 조지와 수잔 시모어는 메릴랜드주 이스턴 근처에 농장을 가지고 있었다. 그는 나중에 버지니아주 알링턴에서 살았다. 그는 목수와 계약업자로 일했고, 말년의 대부분을 볼티모어에서 살았다. 그는 메리 레베카 트윌리와 결혼했다. 그는 1956년 4월 12일 알링턴에 있는 자신의 딸의 집에서 사망했고, 유족으로는 5명의 자녀, 13명의 손주, 35명의 증손주가 있었다. 그는 볼티모어의 라우드온 파크 묘지에 묻혔다.

## 링컨 암살 사건 목격
1865년 4월 14일, 당시 다섯 살이었던 시모어는 간호사였던 새라 쿡과 대모이자 아버지의 고용인의 아내였던 골드스버러우 부인과 우리 미국인 사촌을 보러 워싱턴 DC에 위치한 포드 극장에 갔다. 당시 극장에는 발코니에 대통령 전용 좌석이 있었다. 당시 링컨은 좌석으로 오며 사람들에게 손을 흔들며 미소를 지었다. 이후 시모어는 "갑자기 총성이 울렸고... 대통령 좌석 안에 있던 누군가가 비명을 질렀다. 나는 링컨이 앞으로 푹 주저앉은 것을 보았다"고 언급하였다. 당시 시모어는 존 윌크스 부스가 좌석에서 무대로 뛰어오르는 것을 보았다. 시모어는 링컨에게 무슨 일이 일어났는지 이해하지 못하였으며, 뛰어내린 탓에 다리를 다친 부스를 매우 걱정하였다는 것을 기억하였다.
1954년, 시모어는 이 암살에 관한 이야기를 당시 기자였던 프랜시스 스파츠 레이튼에게 말하였다.

## I've Got a Secret출연
사망하기 두 달전이었던 1956년 2월 9일 시모어는 CBS에서 방송하던 TV 프로그램인 "I've Got a Secret(패널이 출연자의 비밀을 맞히는 프로그램)"에 출연하였다. 뉴욕에 도착한 후에는 넘어져서 오른쪽 눈 위가 부어 오르기도 하였다. 당시 쇼의 진행자였던 개리 무어는 시모어를 무대에 오르게 한 후에 제작자와 함께 시모어에게 출연을 하지 않는 것이 좋겠다고 말했다. 반면에 시모어의 의사는 시모어에게 선택을 맡기겠다고 이야기하였으며, 시모어는 촬영을 진행하기를 원했다고 밝혔다.
시모어에게 처음으로 질문한 사람은 빌 컬렌으로, 시모어의 나이가 많은 것을 보고 미국 남북 전쟁과 관련이 있다고 추측하였고, 그 후 정치적 중요성을 가지고 있으며, 정치적인 인물과 관련이 있냐고 정확하게 추측하였다. 그리고 제인 미도우는 그 정치적 인물이 링컨이고, 시모어가 링컨의 암살을 목격했다고 추측하였다. 프로그램의 규칙상 시모어는 비밀을 알아채지 못한 네 명의 패널들에게 각각 20달러를 받을 수 있는 것이었지만, 제인 미도우가 비밀을 맞혔기 때문에 20달러 밖에 못 받을 수 있었다. 하지만 개리 무어는 시모어가 프로그램에 출연한 용기에 80달러 전액을 시모어에게 수여하였다. 또한 시모어가 담배 대신 파이프를 피웠기 때문에, 당시 프로그램의 스폰서였던 R. J. 레이놀즈 토바코 컴퍼니는 담배 윈스턴 한 갑을 주는 대신에 프린스 앨버트 파이프 담배를 주었다.